# Anigraea phaeopera
Anigraea phaeopera är en fjärilsart som beskrevs av George Francis Hampson 1912. Anigraea phaeopera ingår i släktet Anigraea och familjen nattflyn. Inga underarter finns listade i Catalogue of Life.